# 蒙古芯芭
蒙古芯芭（学名：Cymbaria mongolica）也称光药大黄花，为玄参科芯芭属下的一个植物种。种名mongolica意为蒙古的。